# In May Time
In May Time is een compositie van de Britse componist Montague Phillips.
Deze componist is vooral bekend vanwege liederen en lichte muziek tussen de twee wereldoorlogen. In May Time is een compositie die valt in het genre lichte muziek, maar serieus genoeg is om ook als klassieke muziek aangeduid te kunnen worden. In May Time verklankt Phillips zijn gevoelens voor de maand mei, waarschijnlijk gebaseerd op zijn eigen belevenissen in de (toen) plattelandsgemeente Esher waar hij woonde. Het werk betreft een viertal miniaturen, die bij elkaar gebundeld zijn. De genreaanduiding geeft het al min of meer weg; eenvoudig en goed geconstrueerde composities die niet zwaar op de maag liggen, met een lichte orkestratie. Het is vergelijkbaar met de muziek die Edward German en Eric Coates componeerde.

## Delen
1. On a May Morning (Allegro)
2. Daffodil Time (Andante grazioso)
3. Spring Blossoms (allegro)
4. May-Time Revels (Allegro con spirito)

Het werk dat waarschijnlijk haar eerste uitvoering kreeg in Bournemouth op 4 mei 1924, door de voorloper van het Bournemouth Symphony Orchestra (Bournemouth Municipal Orchestra) onder leiding van Dan Godfrey, bevat nauwelijks slagwerk en in het geheel geen dissonant. De enige opname is van het BBC Concert Orchestra, gespecialiseerd in deze muziek.

## Discografie
- Uitgave Dutton: BBC Concert Orchestra o.l.v. Gavin Sutherland (2005)